# Constitució (llei)
|  | Per a altres significats, vegeu «Constitució (desambiguació)». |

Les constitucions (constitutiones), o furs al regne de València, eren el primer rang de les lleis paccionades a cada una de les corts que regien els diversos estats de la Corona d'Aragó. Tot i el rang superior, aquesta norma jurídica s'aprovava durant una cort i tenia la mateix força legislativa que un capítol de cort. Aquesta nova figura jurídica específicament catalana va néixer a les Corts de Barcelona del 1283 i no tenia precedents a l'Europa medieval del moment.

## Característiques

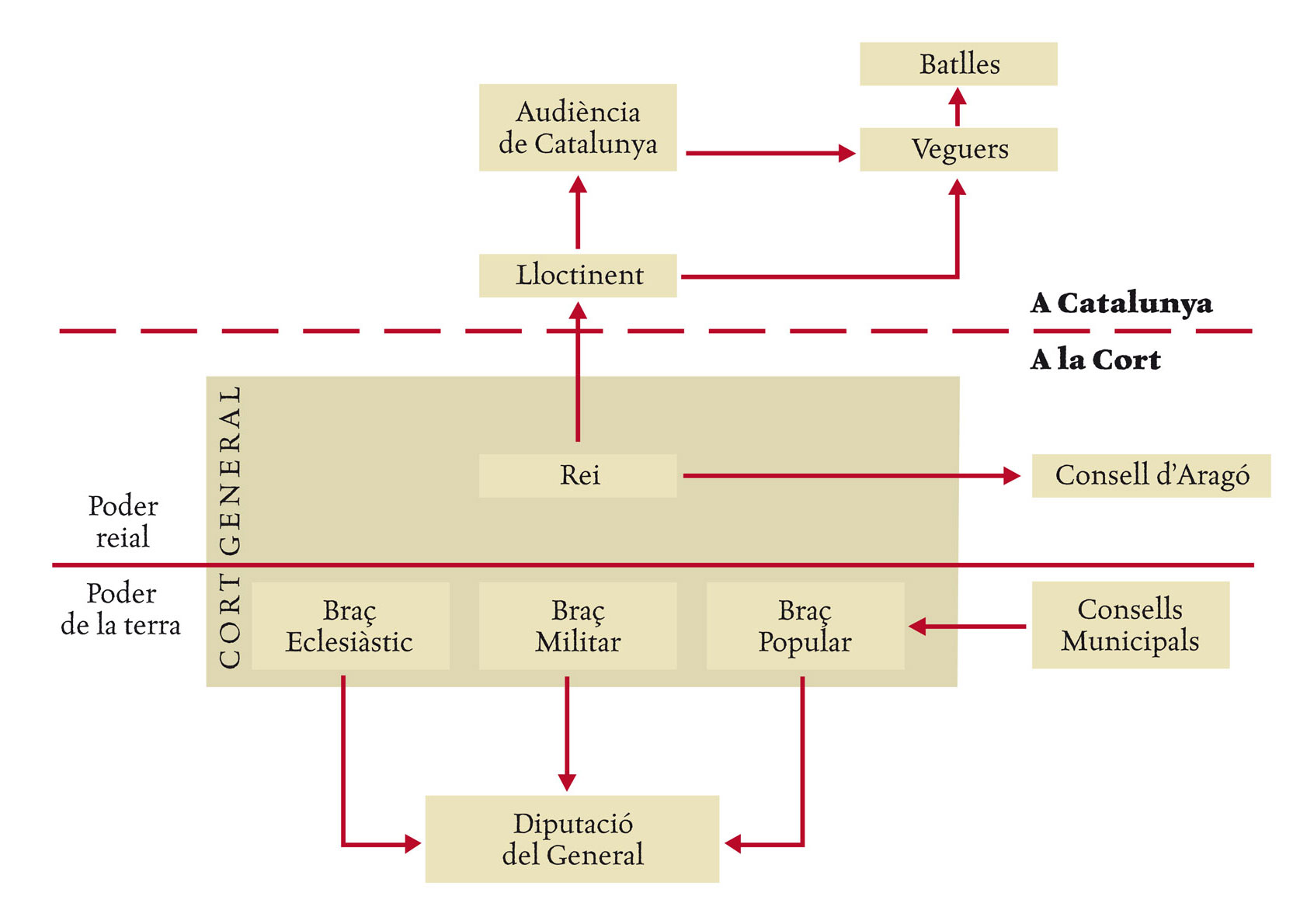
Esquema del sistema constitucional del Principat.

Una constitució naixia teòricament a proposta del senyor rei, comte de Barcelona, qui formalment la presentava als tres Braços reunits a les Corts per tal que l'aprovessin. Si s'aprovava el rei dictava la nova constitució en dues parts: un primer preàmbul que explicava els motius i la intenció d'aquella llei (com fan les lleis actualment) i després de la frase en primera persona «... amb lloació i aprovació de cort estatuïm i ordenam...» seguia el cos jurídic.
La constitució, però, era més un rang que no pas la realitat del procediment esmentat. Va passar alguns cops que la iniciativa real de la proposta vingués dels estaments, que volgueren elevar una nova llei a la categoria de constitució i no de capítol i per això aconseguiren del monarca la formalitat de presentar-la ell.
Les Constitucions (les constitucions i els capítols de Cort) eren les lleis supremes del país, ja que aprovades per consens general podien modificar qualsevol norma o costum precedent, com ara els usatges, i abolir qualsevol privilegi particular de què hom hagués gaudit fins llavors encara que en el seu moment s'hagués concedit amb caràcter d'irrevocable, tant era que fossin nobles com corporacions locals.
Una constitució només podia ser modificada, abolida, o temporalment suspesa de la mateixa manera que s'havia aprovat: pel consentiment unànime del rei i els estaments reunits en Corts. Tot i els nombrosos intents durant l'edat moderna, el rei no podia contradir les constitucions decretant altres normatives diferents (ordinacions, pragmàtiques, sentències, etc.)

## Relació amb el dret comú
Un dels objectius de les constitucions era contextualitzar alguns punts del Dret Comú a les circumstàncies específiques i diferents que es vivien a les edats medieval i moderna a casa nostra, fins i tot suplint aspectes que el Dret Comú no havia previst. Quan el rei i les Corts n'aprovaven una que el contradeia sempre se n'havia de fer una interpretació restrictiva i no es podia estendre a casos similars més enllà del que s'havia especificat.

## Pactisme català
El fet evident de pacte entre la monarquia i els estaments dels regnes motivà aviat que aquest peculiar sistema polític i legislatiu fos batejat com a dret paccionat per prestigiosos juristes medievals com ara Guillem de Vallseca, Tomàs Mieres o Jaume Marquilles, els quals deixaren clar que la voluntat del rei no podia convertir-se en llei si era contrària a les constitucions. Cent anys després seria Joan Pere Fontanella qui refermava que el rei sol no podia fer les lleis, i que també ell estava obligat a complir-les com tots els seus vassalls.